# Николаевская церковь в Старом Харбине
Никола́евская це́рковь в Ста́ром Харби́не (кит. 老哈尔滨香坊圣尼古拉教堂) — несохранившаяся русская православная церковь в Харбине, Китай. Первый по времени православный приход в Харбине. Храм с 1898 по 1926 годы помещался в железнодорожном бараке; в 1926 году была построена новая церковь, а в прежнем месте осталась часовня. Разрушена в годы «культурной революции».

## Священник Александр Журавский и первый храм
Ещё до начала строительства Харбина было запланировано устройство здесь временного походного храма. Строительное управление КВЖД оплатило приобретение походной церкви с иконостасом и всеми церковными принадлежностями, необходимыми для совершения богослужений.
Поскольку православные священнослужители, направлявшиеся в Маньчжурию, прикомандировались к Охранной страже КВЖД, а комплектование Охранной стражи и группа строительных специалистов происходило в Одессе, то и кандидатура первого маньчжурского священника была подобрана именно здесь. Таким священником стал иерей Александр Журавский, ранее состоявших военным священником в местной 4-й стрелковой бригаде. По просьбе Протопресвитера военного духовенства архиепископ Херсонский и Одесский Иустин (Охотин) 5 октября 1897 года выдал иерею Александру Журавскому антиминс, на котором значилось: «Для священнодействия в походном храме во имя свт. Николая Мирликийского». В середине ноября 1897 года иерей Александр и его спутники отплыли из Одессы на Дальний Восток. После изнурительного полуторамесячного перехода пароход «Воронеж» с первыми «построечниками» и казаками Охранной стражи 26 декабря 1897 года прибыл во Владивосток. 20 февраля 1898 года, находясь уже на территории Маньчжурии, а именно в городе Нингуту, иерей Александр получил формальное утверждение в должности от Правления КВЖД и с одним из обозов изыскателей и строителей отбыл к месту назначения.
Место оказалось совершенно диким, нетронутым какими-либо признаками цивилизации. В окрестностях на удалении друг от друга виднелись одинокие китайские лачужки. Иерей Александр Журавский и его спутники обосновались в восьми верстах от реки Сунгари в местности, называвшийся по китайски называлась Сян-Фан, у заброшенного ханшинного завода, где были остатки жилищ. Привезённую из Одессы походную церковь иерей Александр сразу же разместил в одной из фанз ханшинного завода, закрыв в ней щели и дыры циновками. Здесь в первых числах мая 1898 года он совершил первое в Маньчжурии православное богослужение. Точная дата этого события неизвестна. Походная церковь сразу же превратилась в центр духовной жизни нового поселения, названного впоследствии Старый Харбин. В ней начались регулярные службы, во время которых пел хор, составленный из казаков Охранной стражи. Первые недели и месяцы пребывания русских в будущем Харбине были связаны с многими жизненными неудобствами. Военные сначала жили в палатках, потом в построенных наскоро циновочных бараках или землянках.

## Второй храм

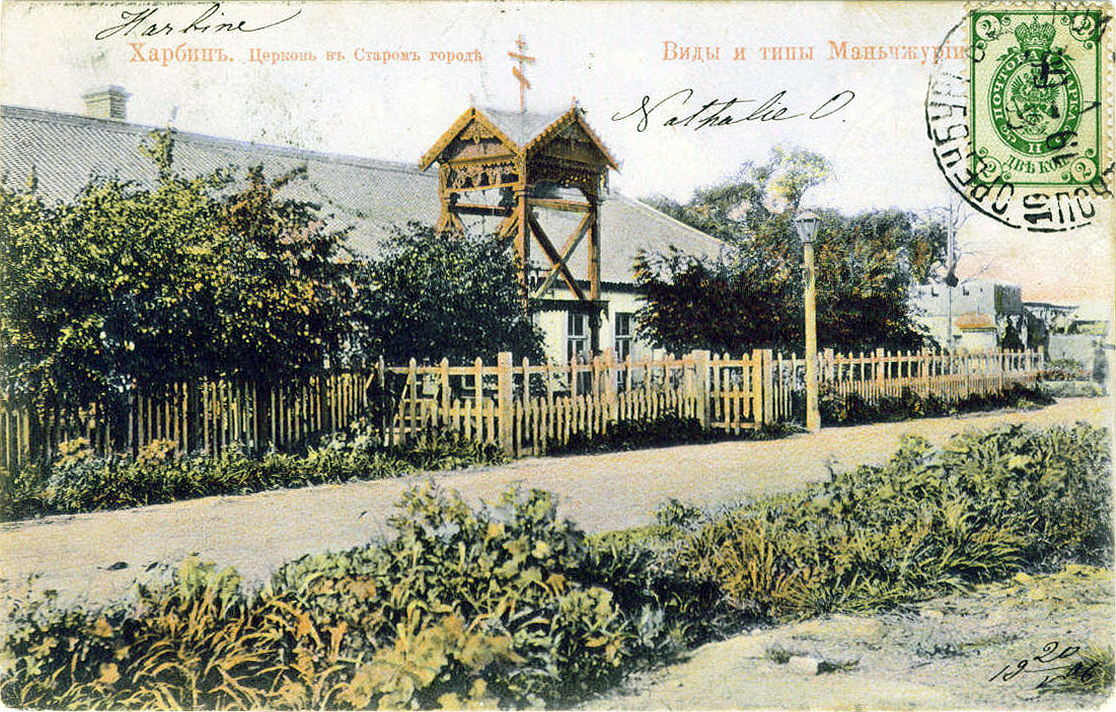
Помещение церкви. 1906 год

25 и 28 мая 1898 года на место строительства будущего Харбина из Хабаровска пароходами «Св. Иннокентий» и «Благовещенск» прибыло руководство строительного управления во главе с С. В. Игнациусом и С. Н. Хилковым. Прибытие было отмечено благодарственным молебном, отслуженным отцом Александром Журавским. Строительство дороги и города начало стремительно набрать обороты. К осени на территории будущего Старого Харбина появилось несколько барачных построек. До наступления холодов Николаевская церковь была перенесена в железнодорожный барак, специально для неё оборудованный, а 12 марта 1899 года состоялось великое освящение храма. Перед ним была устроена небольшая колокольня. Храм был маленькой домовой церковью в барачном доме с однокомнатной квартирой для священника. Церковь не была приспособлена для служения в ней в зимнее время.
В то время город Харбин ещё не существовал, на его месте лишь намечался посёлок под названием Сунгари, одноимённый с протекающей здесь рекой. На месте Харбина тогда находились три отдалённых друг от друга посёлка: Старый Харбин, Новый Город и Пристань. Данный храм недолго оставался единственным в Харбине. Уже 1 (14) октября 1899 года в Новом Харбине (в посёлке Сунгари) на самом возвышенном участке будущего города священниками Александром Журавским и Стефаном Белинским было освящено место строительства нового храма во имя святителя Николая.
В течение лета 1900 года в связи с восстанием ихэтуаней церковная жизнь в Харбине замерла. Сакральные предметы и церковное имущество единственного в городе Старохарбинского храма были вывезены на склад на пристани на случай вынужденной эвакуации, а строительство Новогородней церкви законсервировали. После подавления восстания строительство возобновили. Освящение храма остоялось 18 декабря 1900 года. Настоятелем нового храм был назначен Александр Журавский, а настоятелем первого храма, названного старохарбинским, стал Стефан Балинский.
В 1907 году настоятель храма протоиерей Сергий Брадучан выступил с инициативой строительства отдельного храма для духовного окормления войск отдельного корпуса пограничной стражи Заамурского округа, предложив для этого имеющиеся в казне Никольского храма 32 тысячи рублей. Инициатива была поддержана командиром корпуса пограничной стражи генерал-лейтенантом Николаем Чичаговым. Храм, посвящённый Иверской иконе Божией Матери был построен в 1908 году.
По мере роста прихода в Старом Харбине, что было связано с эмиграцией из объятой гражданской войной России, а также обветшалости здания, возникла необходимость постройки полноценного храма, что и было осуществлено в 1926 году.
В 1927 году епархиальное собрание Харбинской епархии обратилось к митрополиту Харбинскому и Маньчжурскому Мефодию (Герасимову) с просьбой ходатайствовать перед китайской администрацией города отказаться от намерения разместить в помещении церкви китайскую школу в целях сохранения Старо-Харбинской церкви в неприкосновенности как исторического памятника, первого храма, сооружённого в Харбине и полосе отчуждения КВЖД.
На месте старой церкви поставили часовню, сохранив ей имя святителя Николая. Часовня была торжественно освящена 9/22 мая 1931 года митрофорным протоиереем Петром Рождественским и протоиереем Андреем Голоскевичем. В часовне сохранялись иконы и знамёна, принадлежавшие ранее воинским частям Заамурского округа пограничной стражи и Старо-Харбинского полицейского участка.

## Третий храм

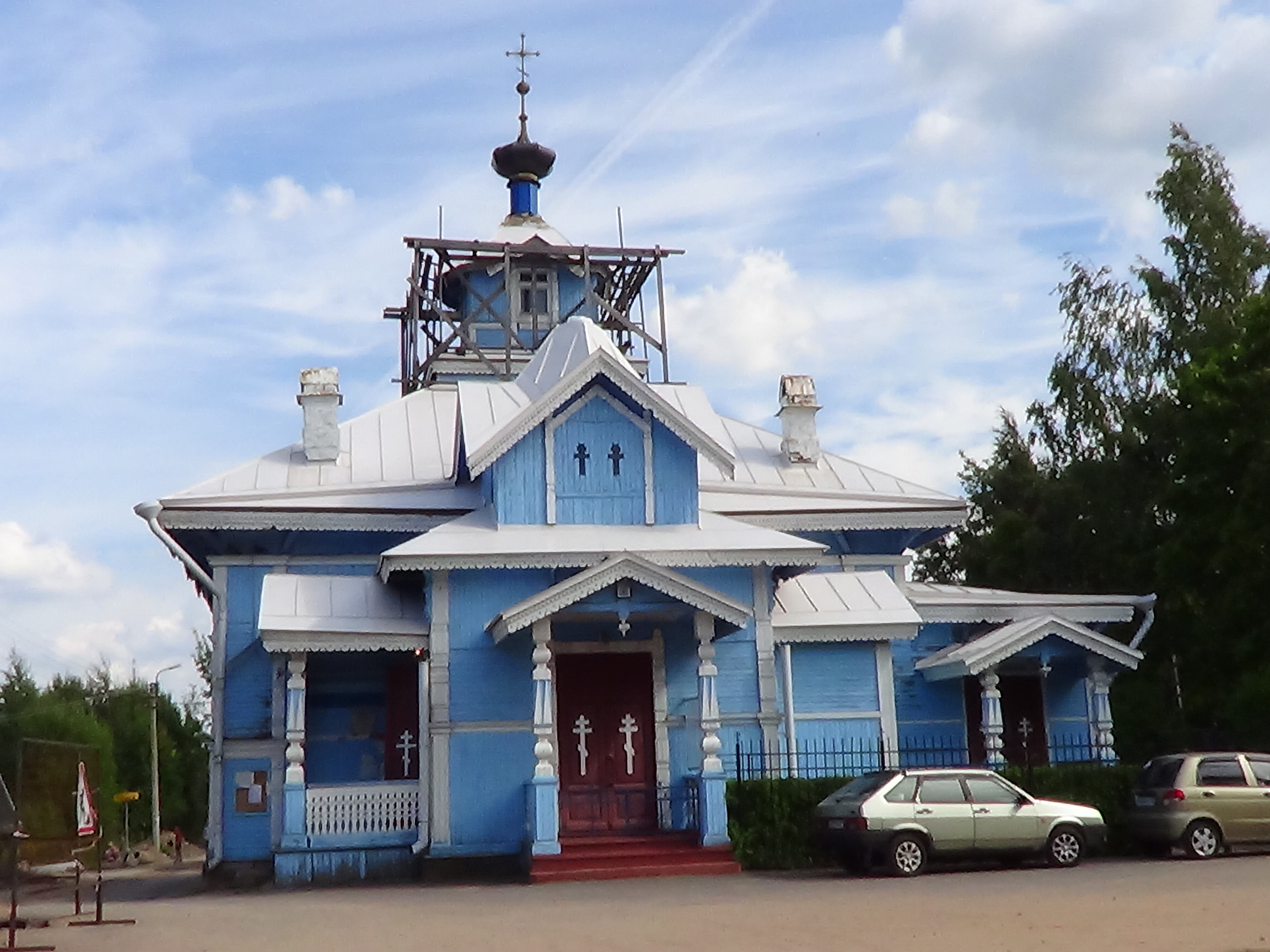
Храм Александра Невского в Красном Селе, взятый за образец при проектировании храма. Фото 2013 года

В 1926 году усилиями прихожан и настоятеля прихода, протоиерея Валентина Синайского, за три месяца было возведено новое, каменное здание церкви. За образец был взят один из храмов в Красном Селе под Санкт-Петербургом (по видимому, Александро-Невский). Архитектор, выполнивший проект, не известен.
Новый храм вмещал до 500 человек и освящён был митрополитом Харбинским и Маньчжурским Мефодием (Герасимовым). Внутри храм был выбит фанерой и построен в стиле псковских храмов. Над западным притвором высилась звонница, характерная по форме для новгородско-псковской архитектуры. Сооружение было выразительно по силуэту, фасады украшали многообразные по форме и прихотливо размещённые оконные и дверные проёмы. В тимпане двускатной островерхой кровли звонницы была выполнена роспись. Несмотря на симметричность сооружения, всё вместе создавало узнаваемый образ «неправильной» северо-русской церкви. По воспоминаниям русского харбинца Георгия Тыкоцкого, «церковь, как снаружи, так и внутри, была оформлена скромно и походила на сельскую, каких много в России». Церковь располагалась среди ветвистых деревьев и цветников.
Церковь размещалась на просторной площади Старого Харбина, но не в центре, а на её периферии, будучи обращена к центру своим северным фасадом. Остальные фасады выходили на перекрёстки Обозной, Офицерской, Армейской улиц, перспективы которых (прямые и со смещением) она замыкала. Как отмечает историк архитектуры Светлана Левошко, такой приём отражал укоренившийся в XIX веке принцип соединения двух градостроительных традиций: регулярной европейской Нового времени и ориентированной на древнерусский приём освоения городского пространства. В целом подобное размещение храмов в Харбине на перекрестках улиц было типичным. Священник Николай Падерин в своих воспоминаниях о церковной жизни Харбина относит Николаевский храм в Старом Харбине к церквам, которые имели «обычное приходское назначение как очаги духовной жизни».
В 1955 году богослужения в храме прекратились из за отъезда прихожан и священников. Храм при этом не был закрыт, а только законсервирован с сохранением икон и утвари. В том же году прекратились богослужения и в Николаевском храме в Затоне. В последующие годы стали закрываться и другие храмы в Харбине. Впоследствии церковь была разрушена. Протоиерей Николай Стариков, прибывший в 1963 году в Австралию из Китая, привёз туда икону Святителя Николая из Свято-Николаевского храма в Старом Харбине.

## Клир храма
Настоятели
- Александр Журавский (1898—1900)
- Стефан Белинский (1900—1903)
- Павел Фигуровский (1904)
- Гурий (Опипов) (1904—1905)
- Сергий Брадучан (1906—1908)
- Иоанн Савватеев (1908—1922)
- Константин Лебедев (1922—1924)
- Валентин Синайский (1924—1927)
- Иоанн Тростянский (1927—1930)
- Андрей Голоскевич (1930—1938)
- Симеон Германов (1938—1949)
- Павел Стрельников (1949—1955)

Сверхштатные священники
- Валентин Низовский (1924)
- Николай Труфанов (1924)

Диаконы
- Адриан Власов (1922—1925)
- Алексий Горелкин (1926—1934)
- Петр Вартминский (1934—1936)
- Александр Петропавловский (1936—1934)
- Валентин Кармилов (1944—1945)